# 大日本帝國陸軍軍列表
大日本帝國陸軍軍列表為舊日本陸軍的軍之列表。

## 概要
舊日本陸軍重視由陸軍中將擔任親補職的師團此一單位，在日中戰爭開始前日本本土的部隊組織是由天皇擔任總司令官的眾直隸師團。
而海外領土方面則有朝鮮軍、台灣軍、關東軍、支那駐屯軍等4軍，其中僅朝鮮軍擁有常設師團，其餘都未擁有超過師團的兵力。不過戰時可因應作戰而編制相當規模的軍，待戰爭結束後解編。
日中戰争開始後舊日本陸軍大量增設軍，近乎所有的師團皆隸屬於軍。於太平洋戰爭開始時共有22個軍，類似規模的飛行集團、航空兵團有4個，終戰時則有48個軍，類似規模的兵團也有4個。
伴隨著戰況的激烈，於軍以上出現統括各軍的組織方面軍，而方面軍又被編成最大的陸軍部隊單位總軍。
軍的指揮官由陸軍上將至陸軍中將擔任。指揮官以下設置參謀長與參謀副長，參謀長由陸軍少將，而參謀副長由陸軍少將至陸軍上校就任。

## 各軍列表

### 侵华戰争開始以前
侵华戰争開始以前所編成的，基於特定目的（終結戰爭，攻擊一地或特定區域的治安維持等）而編制的軍皆紀錄於下。
- 第1軍：相同的部隊名稱編成過3次，第3次編成者存續至二戰結束。
- 第2軍：同上
- 第3軍
- 第4軍
- 威海衛占領軍
- 鴨綠江軍
- 遼東守備軍
- 青島守備軍 （改編自青島攻略軍）
- 浦盐派遣軍
- 樺太派遣軍

### 侵华戰争開始以後
以下記錄者為侵华戰争開始後編成者，大多數存續至終戰。
- 上海派遣軍
- 駐蒙軍
- 東京防衛軍
- 機甲軍
- 航空軍（以兵科的一種使用「日本陸軍航空隊」之名）
第1航空軍・第2航空軍・第3航空軍・第4航空軍・第5航空軍・第6航空軍（教導航空軍改稱者）
- 印度支那派遣軍：自獨立混成第21旅團改編。
- 婆罗洲守備軍：第37軍改編
- 印度支那駐屯軍：第38軍改編
- 泰國駐屯軍：第39軍改稱。
- 關東防衛軍：第44軍改編

- 第1～59軍（有所欠番）紀錄於下。
  - 第1軍 - 第2軍 - 第3軍 - 第4軍 - 第5軍 - 第6軍 - 第10軍
  - 第11軍 - 第12軍 - 第13軍 - 第14軍 - 第15軍 - 第16軍 - 第17軍 - 第18軍 - 第19軍 - 第20軍
  - 第21軍 - 第22軍 - 第23軍 - 第25軍 - 第27軍 - 第28軍 - 第29軍 - 第30軍
  - 第31軍 - 第32軍 - 第33軍 - 第34軍 - 第35軍 - 第36軍 - 第37軍 - 第38軍 - 第39軍 - 第40軍
  - 第41軍 - 第43軍 - 第44軍 - 第50軍
  - 第51軍 - 第52軍 - 第53軍 - 第54軍 - 第55軍 - 第56軍 - 第57軍 - 第58軍 - 第59軍